# Красный Рыбак (Дагестан)
Красный Рыбак — село в Кизлярском районе Дагестана. Входит в состав Крайновского сельсовета.

## Географическое положение
Населённый пункт расположено на берегу Кизлярского залива, в 25 км к северо-западу от центра сельского поселения — Крайновка и в 60 км к северо-востоку от города Кизляра.

## История
Образовано в 30-е годы XX века, как посёлок при рыбоперерабатывающем заводе «Красный Рыбак».

## Население
| 1970 | 1989 | 2002 | 2010 | 2021 |
| ---- | ---- | ---- | ---- | ---- |
| 196  | ↘85  | ↘37  | ↘27  | ↗38  |

Национальный состав
По результатам Всероссийской переписи населения 2010 года:
| № | Национальность | Численность, чел. | Доля   |
| - | -------------- | ----------------- | ------ |
| 1 | аварцы         | 14                | 51,9 % |
| 2 | даргинцы       | 10                | 37,0 % |
| 3 | другие         | 3                 | 11,1 % |

По данным Всероссийской переписи населения 2010 года, в селе проживало 27 человек (14 мужчин и 13 женщин). Село оказалось в зоне подтопления в результате подъёма уровня Каспийского моря, идёт активный отток населения.